# Comuna Bistra, Maramureș
Bistra (în maghiară: Petrovabisztra) este o comună în județul Maramureș, Transilvania, România, formată din satele Bistra (reședința), Crasna Vișeului și Valea Vișeului.

## Etimologie și Istorie

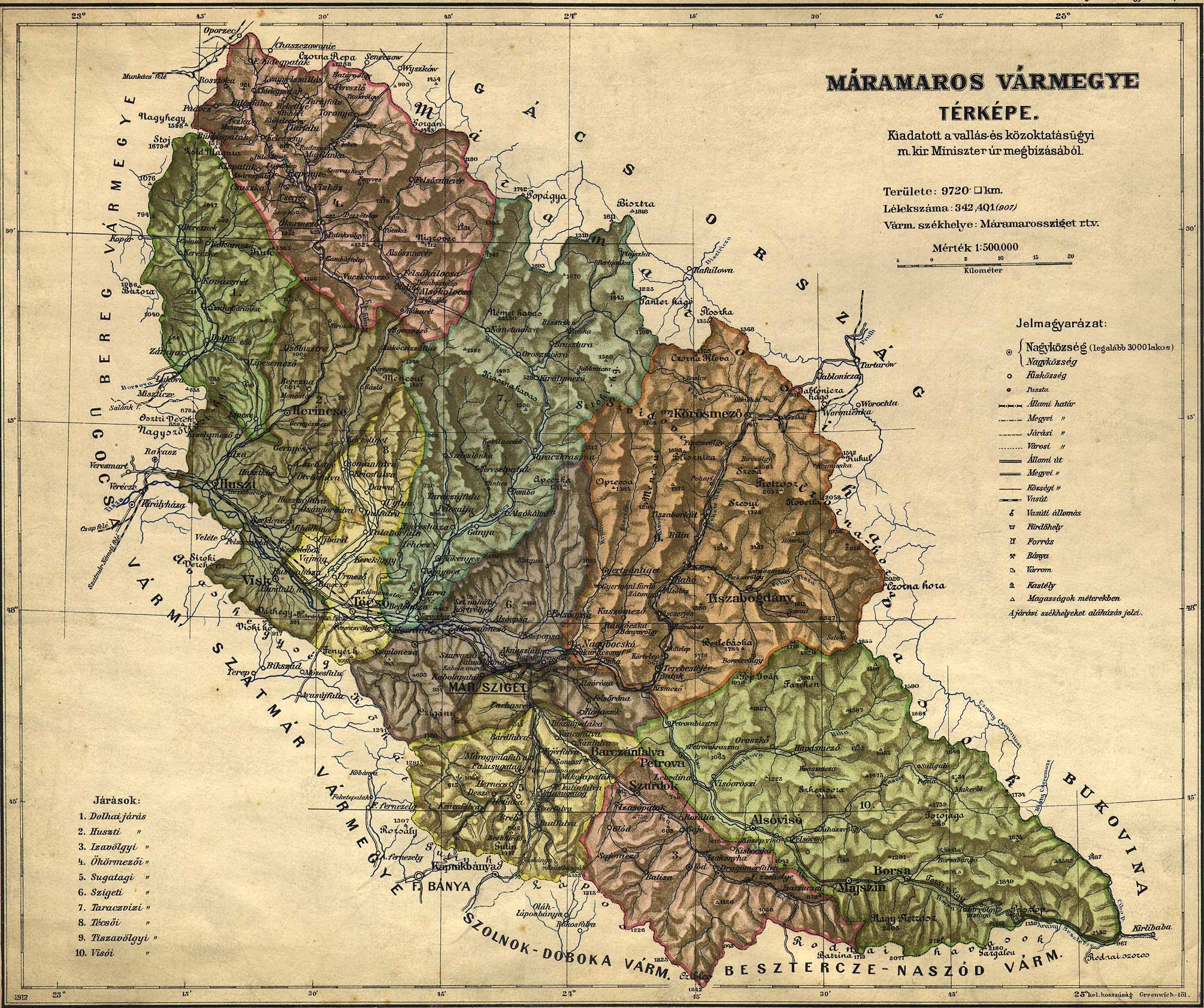
Harta Maramureșului (1912)
Satul Bistra apare sub numele de Petrovabisztra

Numele Bistra provine de la râul Valea Bistrei, cu izvorul său în vârful Hodea (Hovdea).
Prima mențiune documentată a populației satului a fost în 1882, acolo locuind 550 de oameni. În 1896, populația crescuse la 661, dintre care 470 erau greco-catolici, 38 romano-catolici și 153 evrei. În 1913, satul avea o populație înregistrată de 672, 511 fiind ucraineni. Așezarea continuă să aibă o majoritate ucraineană, cea mai mare schimbare demografică fiind diminuarea populației evreiești.
Numele Crasna Vișeului se crede că derivă din cuvintele ucrainene pentru frumos (krasnein, krasna, krasne), legate de numele râului Crasna Frumuseaua. Râul este compus din două pâraie, unul cu izvorul în Vârful Muntelui Pop Ivan, iar celălalt în Vârful Șerban-Topolev-Polonica. Cele două se contopesc, formând un râu limpede și rapid, care în cele din urmă se varsă în râul Vișeu. Prima mențiune despre satul Crasna Vișeului este în anul 1411 în „Diploma lui Robert, Rege al Ungariei”, care îl numește domeniul urmașilor lui Dragoș și Bogdan. Potrivit documentelor vremii, satul a purtat numele de Frumosava în anul 1882. Între secolele XIV și XIX așezarea a aparținut de satul din apropiere - Petrova. Între 1945 și 1968 satul a fost autonom, iar din 1968 Crasna Vișeului face parte din comuna Bistra.
Ca așezare, existența Văii Vișeului este atestată documentar încă de la începutul secolului al XV-lea. Numele său derivă din râul Vișeu și cuvântul Valea (Vale în română, Долина (rom. Dolyna) în ucraineană). De-a lungul istoriei sale, satul a trecut prin numeroase schimbări de nume: Viso-Vișeu, Visovelidi, Valea-Vișeului, Fehei Potoc. În ciuda lipsei de informații clare, se crede că locuitorii inițiali din această zonă a malului râului Tisa erau huțuli.
La începutul istoriei lor, toate cele trei sate au fost administrate de Petrova, deoarece localnicii erau probabil robii nobililor Petroveni.
Între 1985 și 1989, un grup de arheologi a descoperit, într-un loc numit Uloha, obiecte din bronz care datează din secolul al XI-lea. Aceste obiecte se află acum în custodia Muzeului de Istorie din Sighetu Marmației și sunt cele mai vechi dovezi ale existenței așezărilor umane din zonă.

## Localizare

Harta comunei

Comuna are o suprafață de 132,39 km2 și este în mare parte muntoasă și împădurită. Se învecinează cu Ucraina la nord, comuna Repedea la est, comuna Ruscova la sud-est, comuna Petrova la sud-vest și comuna Rona de Sus la vest.

### Sate

#### Bistra
Deși are cea mai mică populație dintre cele trei, Bistra este satul de reședință al comunei. Aici se alfă primăria și secția de poliție a comunei, precum și Școala generală Bistra I-VIII. Drumul Județean DJ185 străbate așezarea, pe partea de vest, lângă malul râului Vișeu.

#### Crasna Vișeului
Adesea prescurtat Crasna, satul Crasna Vișeului este situat aproape de malul râului Vișeu, în apropierea comunei învecinate Petrova. Datorită apropierii sale de sate românești precum Petrova, așezarea este o comunitate mixtă, din punct de vedere etnic și lingvistic. Tinerii sunt mai predispuși să fie bilingvi.

#### Valea Vișeului
Satul Valea Vișeului este situat în partea de nord a comunei. Granița dintre Ucraina și România este situată la nord de sat. În nord-vestul satului râul Vișeu se unește cu Tisa. Vișeul desparte satul în două zone importante: partea principală a satului - pe malul drept al Vișeului - și Zaveschiva - pe malul stâng al râului.

### Parcul Natural Munții Maramureșului
Cea mai mare parte a teritoriului comunei se încadrează în Parcul Natural Munții Maramureșului, cel mai mare parc natural din România.
Pe teritoriul comunei Bistra se află repere precum Vârful Polonica (Polonika) și Peștera Bendivskei.

## Economie

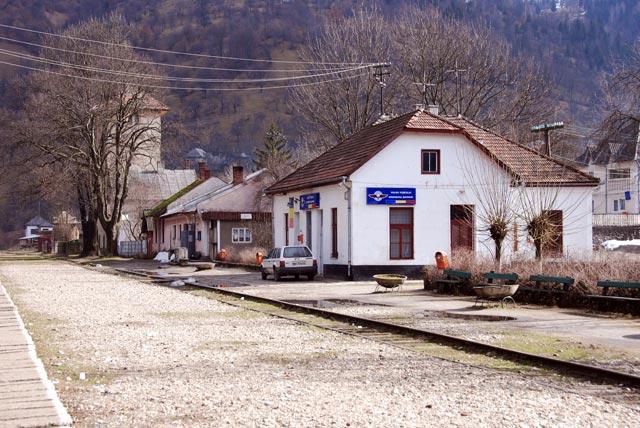
Gara din Valea Vișeului

Activitatea principală a locuitorilor este agricultura de subzistență, principalele culturi fiind cartofii, porumbul, ovăzul, fasolea, ceapa, morcovul, pătrunjelul, usturoiul și castraveții. Tăierea lemnului și prelucrarea sa au reprezentat, de asemenea, activități importante pentru localnici de-a lungul istoriei, activitatea extinzându-se în ultimii ani. O mare parte a populației lucrează și în sectorul public, în educație, sănătate, administrație, telecomunicații și pentru Căile Ferate Române.
Gara din Valea Vișeului este o gara importantă din județul Maramureș, satul având legături directe cu unele dintre principalele orașe ale României, precum București, Timișoara, Cluj-Napoca și Mangalia (doar vara). O linie de cale ferată făcea legătura și cu Rakhiv în Ucraina, dar a fost închisă în 2011. În 2020, în contextul Războiului din Ucraina, care a împiedicat țara din a exporta pe mare, CFR a început lucrările de refacere a liniei de cale ferată către Ucraina, redeschizând-o în luna octombrie a aceluiași an.

## Demografie

### Componența etnică
|  | Graficele sunt indisponibile din cauza unor probleme tehnice. Mai multe informații se găsesc la Phabricator și la wiki-ul MediaWiki. |

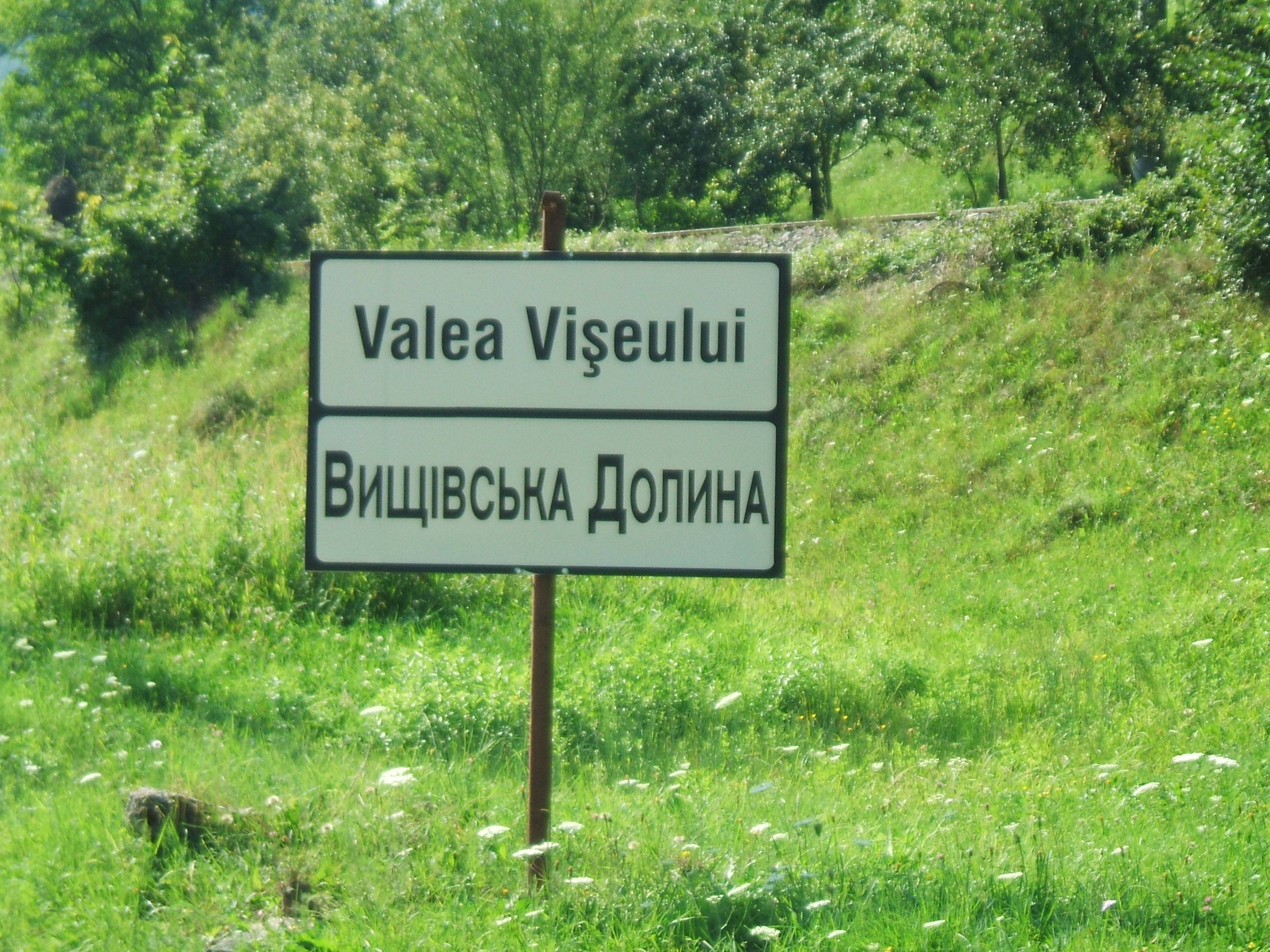
Intrare în Valea Vișeului - semn în Română și Ucraineană

Conform recensământului efectuat în 2011, populația comunei Bistra se ridică la 4.174 de locuitori, în scădere față de recensământul anterior din 2002, când se înregistraseră 4.423 de locuitori. Majoritatea locuitorilor sunt ucraineni (84,88%), cu o minoritate de români (10,61%). Pentru 2,64% din populație, apartenența etnică nu este cunoscută.

### Componența confesională

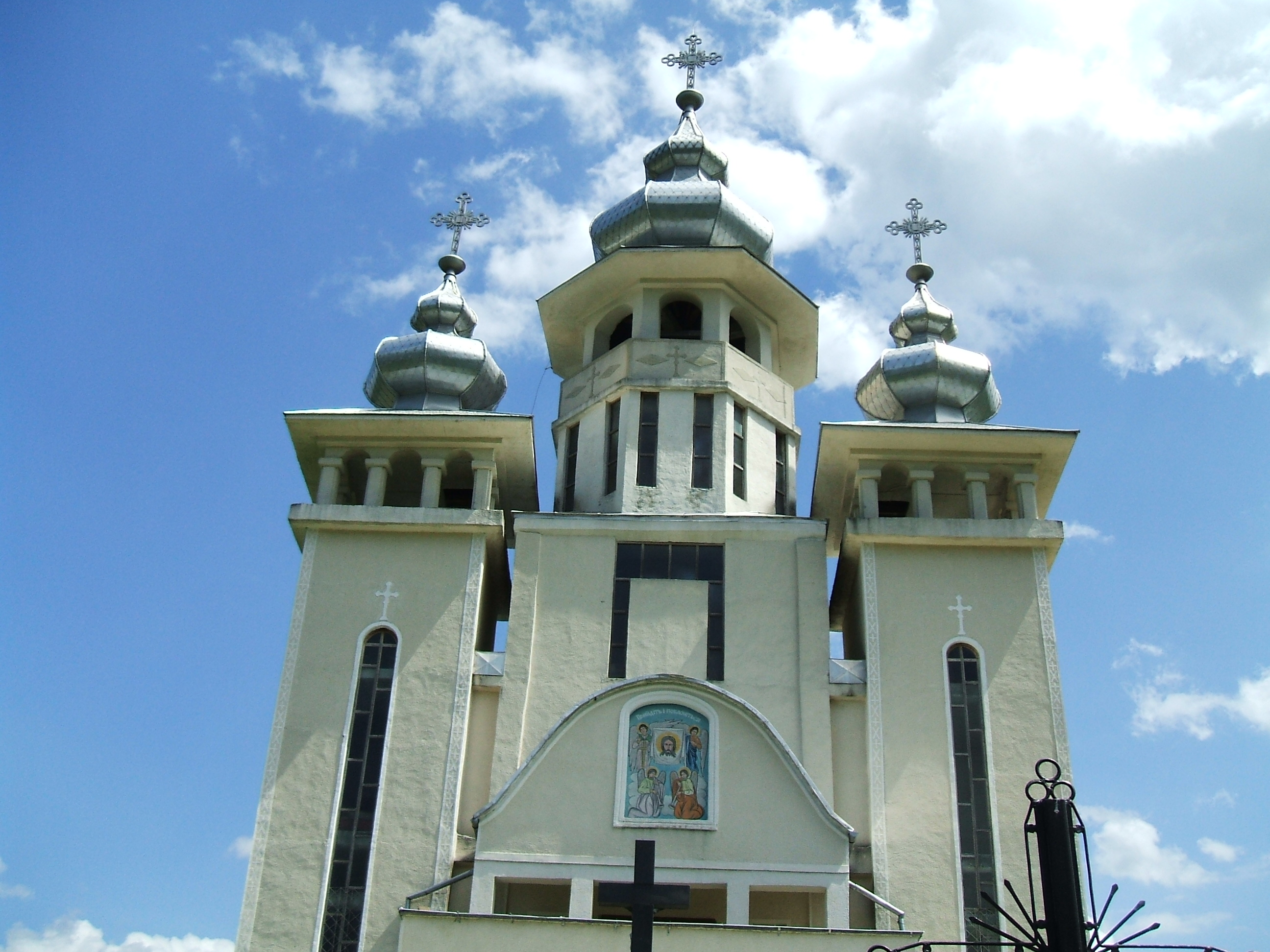
Biserica Ortodoxă Pogorârea Sfântului Duh din Valea Vișeului

|  | Graficele sunt indisponibile din cauza unor probleme tehnice. Mai multe informații se găsesc la Phabricator și la wiki-ul MediaWiki. |

Din punct de vedere confesional, majoritatea locuitorilor sunt ortodocși (91,76%), dar există și minorități de greco-catolici (1,96%), martori ai lui Iehova (1,89%) și adventiști de ziua a șaptea (1,34%). Pentru 2,64% din populație, nu este cunoscută apartenența confesională.

## Politică și administrație

### Actual
Comuna Bistra este administrată de un primar și un consiliu local compus din 13 consilieri. Primarul, Vasile Duciuc[*], de la Partidul Național Liberal, este în funcție din 2012. Începând cu alegerile locale din 2024, consiliul local are următoarea componență pe partide politice:
|  | Partid                                    | Consilieri | Componența Consiliului | Componența Consiliului | Componența Consiliului | Componența Consiliului |
|  | ----------------------------------------- | ---------- | ---------------------- | ---------------------- | ---------------------- | ---------------------- |
|  | Partidul Național Liberal                 | 4          |                        |                        |                        |                        |
|  | Partidul Social Democrat                  | 4          |                        |                        |                        |                        |
|  | Uniunea Culturală a Rutenilor din România | 3          |                        |                        |                        |                        |
|  | Uniunea Ucrainenilor din România          | 2          |                        |                        |                        |                        |

### Istoric administrativ
Bistra a devenit comună în anul 1913.
Lista primarilor:
- Dutciuc Feodor
- Mascaliuc Mihai
- Ciubica Dumitru
- Marchis Mihai
- Cocerjuc Nicolae
- Anisorae Vasile
- Maricee Petru
- Roman Stefania
- Coreniue Dumitru
- Onujec Vasile

Crasna Vișeului a fost autonomă între 1945 și 1968, apoi încorporată în comuna Bistra.
Lista primarilor:
- Baraniuc Ivan
- Romaniuc Nicolae
- Bilcee Nicolae
- Gredjuc Dumitru

Valea Vișeului a fost istoric fie administrată de Rona de Sus, fie autonomă.
Lista primarilor:
- Stefan Soriceae (1918)
- Nicolae Frasin (1926-1940)
- Petrut Iurcut (1940-1944)
- Petru Papariga (1944-1950)

## Personalități
- Bistra
  - Vasile Marchiș, jucător de fotbal
- Valea Vișeului
  - Havrelo Clempuș, scriitor
  - Vasile Luțac, muzician și profesor